# فرودگاه‌های لول
فرودگاه‌های لول (به انگلیسی: High Level Airport) یک فرودگاه همگانی باربری با کد یاتا YOJ است که یک باند فرود آسفالت دارد و طول باند آن ۱٬۵۲۵ متر است. این فرودگاه در کشور کانادا قرار دارد و در ارتفاع ۳۳۸ متری از سطح دریا واقع شده‌است.

## شرکت‌های هواپیمایی و مقصدهای پروازی
| شرکت‌های هواپیمایی    | مقصدهای پروازی                            |
| -------------------- | ----------------------------------------- |
| Central Mountain Air | ادمونتون، راینبوو لیک                     |
| نورث‌وسترن ایر        | ادمونتون، فورت اسمیث، هی ریور/مرلین کارتر |